# میانشعار
میانشعار‎، روستایی است از توابع بخش رودپی شهرستان ساری در استان مازندران ایران.

## جمعیت
این روستا در دهستان رودپی غربی قرار داشته و بر اساس آخرین سرشماری مرکز آمار ایران که در سال ۱۳۹۵ صورت گرفته، جمعیت آن ۱نفر (۱خانوار) بوده‌است.